# Adama Coulibaly
Adama Coulibaly (sinh ngày 10 tháng 9 năm 1980) là một hậu vệ bóng đá người Mali đã giải nghệ. Khởi đầu sự nghiệp tại Djoliba, ông dành hầu hết sự nghiệp của mình thi đấu ở các đội bóng Pháp Lens và Auxerre. Ông thi đấu một mùa giải cho Valenciennes trước khi kết thúc sự nghiệp. Ông từng chơi trận đấu quốc tế cho Mali cùng với em họ Moussa Coulibaly.

## Danh hiệu
- Hạng ba Giải vô địch bóng đá trẻ thế giới: 1999